# Kylian Hazard
Pour les articles homonymes, voir Hazard.
Kylian Hazard, né le 5 août 1995 à La Louvière en Belgique, est un footballeur belge qui joue au poste de milieu de terrain au RFC Liège.
Il est surtout connu pour être le frère des footballeurs Eden et Thorgan Hazard.

## Biographie

### En club
Kylian Hazard commence le football en 2001 à l'AFC Tubize. En août 2011, il intègre le centre de formation du LOSC Lille jusqu'en 2013,.
En juin 2013, il s'engage avec le Royal White Star Bruxelles qui évolue en Division 2,. L'année suivante, il signe un contrat de deux saisons pour le SV Zulte Waregem. Il participe à un match retour de troisième tour de qualification de Ligue Europa 2014-2015 contre le club biélorusse de Chakhtior Salihorsk (nul 2-2),. Il fait ses débuts en Division 1 en octobre 2014 face au KRC Genk, en entrant dans le temps additionnel (victoire 2-0).
En juin 2015, il est transféré pour une durée de trois ans dans le club hongrois de Újpest FC. À propos de ce choix, il déclare souhaiter « poursuivre ma carrière et ma progression là-bas. En Hongrie, je peux jouer incognito. Là, je suis Kylian et pas Hazard »,. À l'issue de la saison, son club termine à la sixième place du championnat de Hongrie et s'incline en finale de coupe de Hongrie face à Ferencváros TC sur le score de 1-0. En mai 2016, il se blesse gravement au genou (les ligaments croisés), ce qui le tient éloigné des terrains durant six mois,.
Après deux saisons passées à Budapest, Kylian Hazard rejoint son frère Eden en s'engageant avec Chelsea FC ; il évolue avec l'équipe des moins de 23 ans du club londonien.
À l'été 2018, après un test infructueux dans le club néerlandais du VVV Venlo, il est prêté pour une saison au Cercle Bruges qui évolue en Division 1. Il joue sa première rencontre face au RSC Anderlecht en octobre 2018 (défaite 4-2), avant de s'illustrer en décembre 2018 pour le match retour contre ce même club, en marquant un but et provoquant un penalty (victoire 2-1).
En mai 2019, il est transféré définitivement au Cercle Bruges où il paraphe un contrat de quatre ans, le liant au club jusqu'en 2023.
Le 19 janvier 2021, Kylian Hazard est versé dans le noyau B du Cercle de Bruges. Début 2022, il est prêté au RWDM où il espère pouvoir relancer sa carrière. Libéré par le Cercle à la fin de la saison, il s'engage de manière définitive avec le RWDM jusqu'en 2024.
Sérieusement blessé aux ligaments croisés pendant la préparation de la nouvelle saison, il est écarté des terrains pendant une période annoncée d'au moins six mois mais, alors qu'il est encore en pleine revalidation, en février 2024, il est prêté au SK Beveren, en division 1B, jusqu'au terme de la saison.
Libre de tout contrat, n'ayant pas été renouvelé à l'issue de la saison 2023-2024, Kylian Hazard signe de manière surprenante à la Royale Union Tubize-Braine début octobre 2024, où il retrouve son frère cadet, Ethan.
Il troque Braine pour le RFC Liège lors du mercato estival et retrouve ainsi le monde professionnel en paraphant un contrat pour deux saisons.

## Statistiques

### En club
| Saison                | Club                     | Championnat           | Championnat | Championnat | Championnat | Coupe(s) nationale(s) | Coupe(s) nationale(s) | Coupe(s) nationale(s) | Compétition(s) continentale(s) | Compétition(s) continentale(s) | Compétition(s) continentale(s) | Compétition(s) continentale(s) | Autres compétitions | Autres compétitions | Autres compétitions | Autres compétitions | Total | Total | Total |
| Saison                | Club                     | Division              | M.          | B.          | P.d.        | M.                    | B.                    | P.d.                  | Comp.                          | M.                             | B.                             | P.d.                           | Comp.               | M.                  | B.                  | P.d.                | M.    | B.    | P.d.  |
| 2013-2014             | RWS Bruxelles            | Division 2            | 4           | 0           | 0           | 2                     | 0                     | 0                     | -                              | -                              | -                              | -                              | -                   | -                   | -                   | -                   | 6     | 0     | 0     |
| 2014-2015             | SV Zulte Waregem         | Division 1            | 1           | 0           | 0           | 2                     | 0                     | 0                     | C3                             | 1                              | 0                              | 0                              | PO2                 | 1                   | 0                   | 0                   | 5     | 0     | 0     |
| 2015-2016             | Újpest FC                | NBI                   | 29          | 3           | 2           | 6                     | 1                     | 3                     | -                              | -                              | -                              | -                              | -                   | -                   | -                   | -                   | 35    | 4     | 5     |
| 2016-2017             | Újpest FC                | NBI                   | 5           | 0           | 0           | 2                     | 0                     | 0                     | -                              | -                              | -                              | -                              | -                   | -                   | -                   | -                   | 7     | 0     | 0     |
| Sous-total            | Sous-total               | Sous-total            | 34          | 3           | 2           | 8                     | 1                     | 3                     | -                              | -                              | -                              | -                              | -                   | -                   | -                   | -                   | 42    | 4     | 5     |
| 2018-2019             | Cercle Bruges KSV (prêt) | Division 1A           | 17          | 4           | 1           | 1                     | 0                     | 0                     | -                              | -                              | -                              | -                              | PO2                 | 4                   | 0                   | 0                   | 22    | 4     | 1     |
| 2019-2020             | Cercle Bruges KSV        | Division 1A           | 27          | 1           | 3           | 1                     | 0                     | 0                     | -                              | -                              | -                              | -                              | -                   | -                   | -                   | -                   | 28    | 1     | 3     |
| 2020-2021             | Cercle Bruges KSV        | Division 1A           | 18          | 1           | 3           | -                     | -                     | -                     | -                              | -                              | -                              | -                              | -                   | -                   | -                   | -                   | 18    | 1     | 3     |
| Sous-total            | Sous-total               | Sous-total            | 62          | 6           | 7           | 2                     | 0                     | 0                     | -                              | -                              | -                              | -                              | -                   | 4                   | 0                   | 0                   | 68    | 6     | 7     |
| 2021-2022             | RWD Molenbeek (prêt)     | Division 1B           | 8           | 2           | 0           | -                     | -                     | -                     | -                              | -                              | -                              | -                              | PO3                 | 2                   | 0                   | 0                   | 10    | 2     | 0     |
| 2022-2023             | RWD Molenbeek            | Division 1B           | 12          | 0           | 1           | -                     | -                     | -                     | -                              | -                              | -                              | -                              | PO                  | 10                  | 6                   | 7                   | 22    | 6     | 8     |
| 2023-2024             | RWD Molenbeek            | Division 1A           | -           | -           | -           | -                     | -                     | -                     | -                              | -                              | -                              | -                              | -                   | -                   | -                   | -                   | 0     | 0     | 0     |
| Sous-total            | Sous-total               | Sous-total            | 20          | 2           | 1           | -                     | -                     | -                     | -                              | -                              | -                              | -                              | -                   | 12                  | 6                   | 7                   | 32    | 8     | 8     |
| 2023-2024             | SK Beveren (prêt)        | Division 1B           | 3           | 0           | 0           | -                     | -                     | -                     | -                              | -                              | -                              | -                              | -                   | -                   | -                   | -                   | 3     | 0     | 0     |
| 2024-2025             | RU Tubize-Braine         | Nationale 1           | 13          | 2           | 0           | 1                     | 0                     | 0                     | -                              | -                              | -                              | -                              | PO                  | 6                   | 1                   | 0                   | 20    | 3     | 0     |
| 2025-2026             | RFC Liège                | Division 1B           | 2           | 0           | 0           | -                     | -                     | -                     | -                              | -                              | -                              | -                              | -                   | -                   | -                   | -                   | 2     | 0     | 0     |
| Total sur la carrière | Total sur la carrière    | Total sur la carrière | 139         | 13          | 10          | 19                    | 1                     | 3                     | -                              | 1                              | 0                              | 0                              | -                   | 23                  | 7                   | 7                   | 182   | 21    | 20    |

## Palmarès

### En club
|  |  | Újpest FC - Coupe de Hongrie : - Finaliste : 2016. |  | RWD Molenbeek - Championnat de Belgique de deuxième division (1) : - Champion : 2023. - Vice-champion : 2022. |

## Vie privée
Son père Thierry Hazard, est un ancien footballeur semi-pro de La Louvière en Division 2 et sa mère Carine Vanderbecq, une ancienne attaquante du championnat de Belgique féminin ; ils ont quatre garçons et sont aujourd'hui tous les deux professeur de sport. Kylian est le troisième garçon ; ses deux frères ainés Eden et Thorgan, sont internationaux belges.
Marié à Fiona Fassi, ils sont parents de deux petites filles et d'un garçon, Alyah née en 2018, Emma en 2021 et Aaron né en 2022.